# Rodéric Filippi
Pour les articles homonymes, voir Filippi.
Rodéric Filippi, né le 25 février 1989 à La Seyne-sur-Mer (Var), est un footballeur français, qui a évolué au poste de défenseur central principalement au GFC Ajaccio.

## Biographie
Rodéric Filippi est d'origine corse. Il est formé à l'AC Ajaccio. Il n'a cependant pas fait d'apparition avec l'équipe première, jouant uniquement avec l'équipe réserve. Il rejoint le rival du Gazélec Ajaccio durant le mercato estival de 2009. Grâce à ces performances, il connait trois montées avec le club corse pour parvenir à la Ligue 1 en mai 2015, alors que le Gazélec dispose pourtant du plus petit budget de Ligue 2.
Il dispute son premier match de Ligue 1 contre le Paris Saint-Germain à l'occasion de la deuxième journée de championnat avec le Gazélec dont il est le capitaine. Son équipe perdra le match 2-0 au Parc des Princes. Il inscrit son premier but en L1 le 24 octobre 2015 contre l'OGC Nice et permet à son équipe de remporter le premier match de son histoire en Ligue 1 lors de la 11e journée. Le Gazélec remporte le match sur le score de 3-1. C'est lui qui inscrit le but niçois contre son camp.
Il quitte le GFC Ajaccio à l'issue de la saison, et signe au Tours FC et y reste trois ans.
Il retourne au GFC Ajaccio après la fin de son contrat à Tours, et est titulaire dès la reprise de son club en National. Après 3 saisons et demi au club, et à la suite des nombreuses relégations, il décide de prendre sa retraite en janvier 2023, au moment même ou le club est placé en liquidation judiciaire.

## Statistiques
| Saison                | Club                  | Championnat           | Championnat | Championnat | Coupe nationale | Coupe nationale | Coupe de la Ligue | Coupe de la Ligue | Total | Total |
| Saison                | Club                  | Division              | M.          | B.          | M.              | B.              | M.                | B.                | M.    | B.    |
| 2009-2010             | GFCO Ajaccio          | CFA                   | 25          | 2           | -               | -               | -                 | -                 | 25    | 2     |
| 2010-2011             | GFCO Ajaccio          | CFA                   | 30          | 5           | -               | -               | -                 | -                 | 30    | 5     |
| 2011-2012             | GFCO Ajaccio          | National              | 31          | 5           | 6               | 0               | -                 | -                 | 37    | 5     |
| 2012-2013             | GFC Ajaccio           | Ligue 2               | 13          | 0           | -               | -               | -                 | -                 | 13    | 0     |
| 2013-2014             | GFC Ajaccio           | National              | 30          | 1           | -               | -               | 1                 | 0                 | 31    | 1     |
| 2014-2015             | GFC Ajaccio           | Ligue 2               | 30          | 2           | -               | -               | 2                 | 0                 | 32    | 2     |
| 2015-2016             | GFC Ajaccio           | Ligue 1               | 26          | 2           | 4               | 0               | 1                 | 0                 | 31    | 2     |
| Sous-total            | Sous-total            | Sous-total            | 185         | 16          | 10              | 0               | 4                 | 0                 | 199   | 16    |
| 2016-2017             | Tours FC              | Ligue 2               | 23          | 2           | -               | -               | -                 | -                 | 23    | 2     |
| 2017-2018             | Tours FC              | Ligue 2               | 12          | 1           | -               | -               | -                 | -                 | 12    | 1     |
| 2018-2019             | Tours FC              | National              | 14          | 0           | -               | -               | 1                 | -                 | 15    | 0     |
| Sous-total            | Sous-total            | Sous-total            | 49          | 3           | -               | -               | 1                 | 0                 | 50    | 3     |
| 2019-2020             | GFC Ajaccio           | National              | 12          | 0           | -               | -               | 1                 | 0                 | 13    | 0     |
| 2020-2021             | GFC Ajaccio           | National 2            | 5           | 0           | -               | -               | 0                 | 0                 | 5     | 0     |
| 2021-2022             | GFC Ajaccio           | National 3            | 21          | 0           | 1               | -               | 0                 | 0                 | 22    | 0     |
| 2022-2023             | GFC Ajaccio           | National 3            | 2           | 0           | -               | -               | 0                 | 0                 | 2     | 0     |
| Sous-total            | Sous-total            | Sous-total            | 40          | 0           | 1               | -               | 1                 | 0                 | 42    | 0     |
| 2023-2024             | FC Bastelicaccia      | Régional 1            | 2           | 0           | -               | -               | 0                 | 0                 | 2     | 0     |
| Total sur la carrière | Total sur la carrière | Total sur la carrière | 274         | 19          | 10              | 0               | 6                 | 0                 | 290   | 19    |

### Vie privée
Ce n'est pas un grand fan de football, il préfère surtout pratiquer le sport plutôt que le regarder. Après sa carrière de footballeur, il n'envisage pas de continuer dans le monde du football. Il passe actuellement une formation de chauffeur poids lourd.

## Palmarès
- Championnat de France Amateur (1)
  - Vainqueur du groupe C : 2011